# IC 4277
IC 4277 — галактика типу S (спіральна галактика) у сузір'ї Гончі Пси.
Цей об'єкт міститься в оригінальній редакції індексного каталогу.